# Татарский пролив
Тата́рский проли́в — пролив между материком Евразия и островом Сахалин, соединяет Японское и Охотское моря через пролив Невельского, Амурский лиман и Сахалинский залив. Наименование в своём современном виде восходит к «лаперузову» названию пролив Тартарии.

## Физико-географическая характеристика
Северные входные мысы в Татарский пролив из пролива Невельского — мыс Южный и мыс Тык. Здесь ширина Татарского пролива наименьшая, всего 40 км. Здесь же и наименьшие глубины на фарватере пролива — 10 м. К югу ширина и глубина пролива возрастают, становясь максимальными на входе в пролив со стороны открытого Японского моря. Южные входные мысы пролива — мыс Белкина на севере Приморского края у п. Амгу, и мыс Кузнецова на юго-западном побережье Сахалина. Ширина на входе 328 км, максимальная глубина 1773 м. Протяжённость пролива 713 км, что делает его самым длинным в северном полушарии.
У южного входа в Татарский пролив, в 50 км от побережья Сахалина, расположен относительно крупный и высокий остров Монерон. Остальные острова Татарского пролива (Токи, Дюанка, Дугу-Ду, Базальтовый, Обсерватории, Устричный и другие) — мелкие и расположены недалеко от материкового берега.
Татарский пролив является наиболее холодной частью акватории Японского моря. В зимний период здесь формируется и локализуется более 90 % всего льда, наблюдаемого в Японском море. По многолетним данным продолжительность периода со льдом в Татарском проливе, в силу его большой меридиональной протяжённости, от 40—80 дней в южной части пролива, до 140—170 дней в северной его части.

## Побережье
Вдоль всего западного берега тянется северо-восточная часть горной системы Сихотэ-Алинь. Берега в основном высокие и обрывистые. Высота гор в прибрежной зоне наибольшая в районе мыса Золотого (Тохтинский хребет, более 1300 м над уровнем моря), и в районе мыса Крестовоздвиженского (хр. Хабинские Белки, более 1100 м над уровнем моря). В районах выхода к побережью Зевинского и Совгаванского плато, берега низкие и обрывистые. Склоны хребтов Сихотэ-Алиня поросли хвойным лесом. Участки широколиственного леса, состоящие из дуба (до мыса Золотого), берёзы и ольхи, встречаются в прибрежной зоне до Советской Гавани. Наиболее крупные реки, впадающие в западную часть Татарского пролива — Максимовка, Кабанья, Единка, Самарга, Нельма, Ботчи, Коппи и Тумнин.
Вдоль восточного берега Татарского пролива тянутся Западно-Сахалинские горы, состоящие из нескольких параллельных хребтов. В районе мыса Кузнецова высота прибрежных гор 300—400 м, по мере продвижения на север они повышаются до 1000 м. Наиболее высокая часть Камышового хребта расположена между мысами Ламанон и Воздвижения. Отдельные вершины гор здесь выше 1000 м. К северу от мыса Воздвижения прибрежные горы постепенно понижаются и в районе Александровска-Сахалинского высота их около 400 м. Склоны гор преимущественно крутые и у береговой линии образуют высокие обрывы. Прибрежные горы поросли травой и кустарником, а расположенные вдали от берега — хвойным и частично лиственным лесом. На вершинах гор встречаются альпийские луга. К северу от параллели 51°30' северной широты горы понижаются и переходят в низкий берег, состоящий из песчаных дюн и отдельных холмов, покрытых мхами. На этом берегу много озёр.

## Этимология
Происхождение названия объясняется тем, что термин «татары» в X—XVIII веках использовался во многих европейских языках по отношению не только к одному из многочисленных тюркоязычных народов — татарскому, но и к большинству других тюркских народов Евразии, проживавших ранее и проживающих ныне на территориях восточнее и западнее Урала вплоть до Камчатки и Сахалина. Название было дано — в изначальном виде как залив Тартарии, что сохранилось, например, в английском языке (англ. Strait of Tartary) — французским мореплавателем Лаперузом, во времена которого был широко распространён географический концепт Тартарии как грандиозной мифологической страны, охватывающей всю Северную Азию. Соответственно, западный берег пролива относился к территории «Тартарии», и в русских источниках вплоть до XIX века это представление отражалось в его названии «Татарский берег».
В Японии пролив назван в честь японского первооткрывателя пролива и исследователя Сахалина Мамия Риндзо.

## Проекты
Во время правления Сталина была начата реализация идеи железнодорожного тоннеля на Сахалин, которая так и не была завершена. Также разрабатывался проект соединения материка с Сахалином дамбой, что могло заметно ослабить холодное Приморское течение и повлиять на климат востока Приморского края.

## Порты Татарского пролива

### Западный берег (материк)
- Светлая
- Советская Гавань
- Ванино
- Де-Кастри

### Восточный берег (Сахалин)
- Александровск-Сахалинский
- Шахтёрск
- Углегорск
- Холмск
- Невельск